# Spas Duparinow
Spas Iwanow Duparinow (bułg. Спас Иванов Дупаринов; ur. 27 kwietnia 1892 w Werinsku, zm. 10 listopada 1923 w Wakarelu) – bułgarski prawnik, dyplomata i polityk, działacz Bułgarskiego Ludowego Związku Chłopskiego, deputowany do Zwyczajnego Zgromadzenia Narodowego, w 1923 minister sprawiedliwości.

## Życiorys
Po ukończeniu szkoły pedagogicznej w Kiustendile, studiował prawo na uniwersytecie w Brukseli. Studia ukończył doktoratem. W 1908 wstąpił do Bułgarskiego Ludowego Związku Chłopskiego. W czasie I wojny światowej należał do grona bliskich współpracowników Aleksandra Stambolijskiego. Od 1920 był redaktorem pisma Zemedelsko Zname. W 1919 wybrany deputowanym do Zgromadzenia Narodowego - był deputowanym do parlamentu 18, 19 i 20 kadencji. 
W latach 1922–1923 kierował bułgarskim poselstwem w Czechosłowacji. 14 marca 1923 objął stanowisko ministra sprawiedliwości w rządzie Aleksandra Stambolijskiego, które sprawował przez trzy miesiące. Po obaleniu rządu Aleksandra Stambolijskiego w czerwcu 1923 próbował organizować ruch oporu w rejonie Asenowgradu. Ujęty, stanął przed sądem i został skazany na trzy lata więzienia. W listopadzie 1923 był przewożony z więzienia w Płowdiwie do Sofii. Zamordowany przez konwojentów, rzekomo w czasie próby ucieczki.
Był żonaty, miał córkę Margaritę.